# B.C. (comic strip)
Pour les articles homonymes, voir BC.
B.C. est un comic strip américain créé en 1958, écrit et dessiné par Johnny Hart jusqu'à sa mort en 2007.
Il se déroule dans la Préhistoire, autour d'un groupe d'hommes des cavernes et d'animaux anthropomorphes des ères géologiques. C'est l'histoire de leur vie et de leurs réflexions en découvrant leur univers.

## Personnages
Personnages humains :
- BC, un homme des cavernes, un rustaud humble, naïf et sensible[3].
- Peter, philosophe[3], génie et premier échec philosophique, fondateur de la Prehistoric Pessimists Society et de la Column of Truth.
- Clumsy Carp, un conservateur portant des lunettes, assez maladroit pour trébucher sur une plage.
- Curls, un maître de l'humour sarcastique et cynique[3].
- Thor, artiste, inventeur[3] de la roue, du puits, du râteau, du peigne, et d'autres choses, et séducteur.
- Wiley, poète superstitieux, boiteux[3], mal rasé, qui craint les femmes, déteste l'eau, entraîneur de l'équipe locale de baseball.
- Grog, un homme sauvage qui n'a qu'un mot de vocabulaire et assez de force pour bouter le soleil hors du ciel.
- Fat Broad, une femme des cavernes grosse, autoritaire et musclée, qui aime se battre avec les serpents.
- Cute Chick, une belle femme des cavernes blonde.

Personnages animaux :
- L’early bird (l'oiseau matinal) et l’early worm (le ver matinal).
- The woodpecker, le pire ennemi de Wiley.
- La tortue et l’oiseau, amis inséparables. Ils se nomment John et Dookie.
- Maude, une fourmi qui a un enfant surdoué, un mari querelleur, qui menace toujours de partir avec Shirley.
- La Queen Ant (reine des fourmis), un dictateur insensible et abusif. Elle s'appelle Ida.
- Plusieurs autres fourmis, dont un maître d'école et ses élèves.
- Le fourmilier (quatre d'entre eux peuvent surgir à la fois).
- Le purple-bellied dingwhopper, le dernier de son espèce.
- Le dinosaure.
- Les clams, des palourdes parlantes à pattes.
- Le serpent, le pire ennemi de Fat Broad.
- L’apteryx (kiwi), un "oiseau sans ailes aux plumes poilues" (comme il se présente lui-même).